# Cameron Cuffe
Cameron Cuffe (Londra, 1º aprile 1993) è un attore britannico.
Ha interpretato Gino nel film Florence Foster Jenkins del 2016 e William Shannon nella serie ITV series The Halcyon. Interpreta il ruolo di Seg-El, il nonno di Superman protagonista della serie televisiva Syfy Krypton.

## Biografia
Nato a Londra, Cuffe si è laureato alla Lir National Academy of Dramatic Art di Dublino.
La sua carriera a teatro comprende la produzione al Park Theater di The Vertical Hour e la produzione di Donmar Warehouse di City of Angels.
È apparso nel film biografico 2016 Florence Foster Jenkins e ha avuto un ruolo ricorrente nella serie drammatica ITV 2017 The Halcyon.
Dopo aver girato un episodio della serie drammatica ABC 2017 Time After Time, Cuffe ha ottenuto il ruolo da protagonista del nonno di Superman Seg-El nella serie Syfy Krypton, che è stata presentata in anteprima a marzo 2018.

## Doppiatori Italiani
- Emanuele Ruzza in Krypton